# Lattari-hegység
A Lattari (olaszul Monti Lattari) hegyvonulat Olaszországban, Campania régióban, a Sorrentói-félszigeten. 

## Neve
A latin lactarii (am. tej) nevet az itt tenyésztett kecskéknek és teheneknek köszönheti, amelyek kiváló tejet adnak.

## Földrajza
A hegység az Appenninek egyik nyugati leágazása, amely a Picentini-hegység vonulatától tart a félsziget legnyugatibb pontjáig, a Campanella-fokig.
Északnyugatról a Nápolyi-öböl határolja, északon a Sarno folyó alluviális síksága, kelet felől Cava de’ Tirreni  síksága, délen pedig a Salernói-öböl. 
A hegyvonulatot mészkőrétegek építik fel, melyek közé vulkáni eredetű kőzetek ékelődnek, amelyek a közeli Vezúv és Campi Flegrei működésének származékai. Legmagasabb csúcsa a Monte San Michele (1444 m). További magas csúcsai a Monte Faito (1131 m) Castellammare di Stabia mellett illetve a Monte Cerreto (1316 m) Amalfi mellett.
Déli oldala meredeken a tengerbe lejt, és számos, hegyi patakok által létrehozott szurdokvölgy tarkítja. Ennek a partszakasznak a neve Amalfi-part. A hegyvidék nagy része természetvédelmi terület: Monti Lattari Regionális Park.

## Külső hivatkozások
- Monti Lattari – Olasz Hegymászószövetség (olaszul és angolul)
- Lattari Hegyvidéki Községtársulás (olaszul)